# Joe Fazio
Joseph Ray "Joe" Fazio , född 11 september 1942 i Sydney i New South Wales, död augusti 2011, var en australisk roddare.
Fazio blev olympisk silvermedaljör i åtta med styrman vid sommarspelen 1968 i Mexico City.